# Michele Grassi Pasini
Michele Grassi Pasini (Acireale, 1º febbraio 1830 – Acireale, 18 giugno 1913) è stato un imprenditore e politico italiano.

## Biografia
Discendente da un ramo dei Pasini che sembra originato da un emigrato non accertato da Venezia, da altre fonti dalla Liguria, alla Sicilia (questa famiglia è presente nel catanese fin dal 1725: risultano viventi nel '700 Stefano e Biagio Pasini, nobili dei Baroni di Malroveto, e a tale famiglia risultano appartenere vasti appezzamenti di terreno disseminati di piccole fattorie), è stato sindaco di Acireale e consigliere provinciale di Catania. Eletto per la prima volta deputato nel 1884 si candida di propria iniziativa alla nomina a senatore.
Nel 1860 è stato membro del Comitato insurrezionale di pubblica sicurezza.